# Prospect (Connecticut)
Prospect es un pueblo ubicado en el condado de New Haven en el estado estadounidense de Connecticut. En 2005 tenía una población de 9 234 habitantes y una densidad poblacional de 149 personas por km².

## Geografía
Ashford se encuentra ubicado en las coordenadas 41°29′28″N 72°58′31″O / 41.49111, -72.97528.

## Demografía
Según la Oficina del Censo en 2007 los ingresos medios por hogar en la localidad eran de $67 560 y los ingresos medios por familia eran $74 038. Los hombres tenían unos ingresos medios de $50 796 frente a los $35 806 para las mujeres. La renta per cápita para la localidad era de $26 827. Alrededor del 1% de la población estaba por debajo del umbral de pobreza.